# 島津忠興 (薩州家)
島津 忠興（しまづ ただおき）は、戦国時代の武将。薩摩国島津氏の分家・薩州家4代当主。
文明18年（1486年）、薩州家3代当主・島津成久（重久とも）の子として誕生。
明応9年（1500年）、薩州島津家に内乱が起き、敵対する島津忠福（大田氏祖・島津延久の次男または羽州家・島津有久の子か）の拠る加世田城を攻め、忠福に加勢した伊作久逸（島津忠良の祖父）を討ち取った。